# Jessica Campbell
Jessica Campbell (Tulsa, 30 ottobre 1982 – Portland, 29 dicembre 2020) è stata un'attrice statunitense.

## Biografia
Jessica Campbell è nata a Tulsa (Oklahoma) nel 1982. Esordisce all'età di dieci anni nel film televisivo Per il bene dei bambini nel 1992.
Nel 1999, per la sua interpretazione nel film Election, ha ricevuto la candidatura all'Independent Spirit Award nella categoria "miglior debutto". 
Nel 2000 appare in due episodi della serie televisiva Freaks and Geeks, mentre nel 2001 recita nel film La sicurezza degli oggetti.
Nel 2002 si ritira dalla recitazione e inizia a studiare per diventare una naturopata professionista. Nel gennaio 2021 viene annunciata la sua morte, avvenuta il 29 dicembre 2020 a soli 38 anni per cause naturali. Era sposata e aveva un figlio.

## Filmografia

### Cinema
- Election, regia di Alexander Payne (1999)
- La sicurezza degli oggetti (The Safety of Objects), regia di Rose Troche (2001)
- Junk, regia di Stephanie Meurer (2002)

### Televisione
- Per il bene dei bambini (In the Best Interest of the Children) - film TV (1992)
- Freaks and Geeks - serie TV, 2 episodi (2000)

### Altri crediti
- Dad's Day, regia di Peter Carlos (2002) - film direct-to-video, attrice
- Junk, regia di Stephanie Meurer (2002) - film, coproduttrice
- Birth of the Vampire, regia di Monella Kaplan (2003) - cortometraggio, assistente operatore